# São Luís do Norte (comuna)
São Luís do Norte (em francês:  Saint-Louis-du-Nord, em crioulo haitiano:  Sen Lwi dinò), é uma comuna do Haiti, situada no departamento do Noroeste e no arrondissement de São Luís do Norte.			
De acordo com o censo de 2003, sua população total é de 69.592 habitantes.